# Шерово
Шерово (словен. Šerovo) — поселення в общині Шмарє-при-Єлшах, Савинський регіон, Словенія. 
Висота над рівнем моря: 263,5 м.